# Raymond McKee
Raymond McKee (Keokuk, 7 dicembre 1892 – Long Beach, 3 ottobre 1984) è stato un attore, musicista e paroliere statunitense.

## Filmografia
- An Interrupted Courtship
- The Lovers' Signal
- Outwitting Dad, regia di Arthur Hotaling - cortometraggio (1914)
- The Particular Cowboys, regia di Arthur Hotaling - cortometraggio (1914)
- Up in the Air, regia di Will Louis - cortometraggio (1915)
- A Sport of Circumstances, regia di Will Louis - cortometraggio (1915)
- Matilda's Fling, regia di Will Louis - cortometraggio (1915)
- The Parson's Horse Race, regia di George Lessey - cortometraggio (1915)
- It Happened in Pikesville, regia di Jerold T. Hevener - cortometraggio (1916)
- The Wheel of the Law, regia di George D. Baker (1916)
- A Maid to Order  - cortometraggio
- The Heart of the Hills, regia di Richard Ridgely (1916)
- Twin Flats, regia di Will Louis e, non accreditato, Oliver Hardy - cortometraggio (1916)
- The Sunbeam, regia di Edwin Carewe (1916)
- The Resurrection of Dan Packard, regia di Frank Smithson  (1916)
- The Last Sentence, regia di Ben Turbett (1917)
- The Master Passion, regia di Richard Ridgely (1917)
- Where Love Is (1917)
- The End of the Road, regia di Edward H. Griffith (1919)
- The Little Wanderer, regia di Howard M. Mitchell (1920)
- Flame of Youth, regia di Howard M. Mitchell (1920)
- Wing Toy, regia di Howard M. Mitchell (1921)
- The Lamplighter, regia di Howard M. Mitchell (1921)
- The Mother Heart, regia di Howard M. Mitchell (1921)
- The Tenth Woman, regia di James Flood (1924)
- Tre donne (Three Women), regia di Ernst Lubitsch (1924)
- The Silent Accuser, regia di Chester M. Franklin (1924)
- Free to Love, regia di Frank O'Connor (1925)
- Rumba
- The Speed Limit, regia di Frank O'Connor (1926)